# Anatolij Starkow
Anatolij Jefremowytsch Starkow (ukrainisch Анатолій Єфремович Старков, russisch Анатолий Ефремович Старков; * 15. Oktober 1946 in Charkiw) ist ein ehemaliger ukrainischer Radrennfahrer und nationaler Meister im Radsport.

## Sportliche Laufbahn
Anatolij Starkow war in der Sowjetunion im Straßenradsport aktiv. Er war Teilnehmer der Olympischen Sommerspiele 1968 in Mexiko-Stadt. Im olympischen Straßenrennen schied er aus. Bei den Spielen 1972 in München war er erneut am Start. Beim Sieg von Hennie Kuiper wurde er im olympischen Straßenrennen als 35. klassiert.
1967 gewann er eine Etappe im Milk Race und kam in der Gesamtwertung auf den 8. Platz. 1970 wurde er Zweiter im Etappenrennen Grand Prix François Faber in Luxemburg. In der Internationalen Friedensfahrt wurde er 1971 Dritter und gewann eine Etappe. Die Marokko-Rundfahrt 1972 beendete er auf dem 3. Platz. In der Jugoslawien-Rundfahrt 1974 gewann er eine Etappe.
1973 siegte er in der nationalen Meisterschaft im Straßenrennen. 1971 gewann er im Bahnradsport die nationale Meisterschaft im Zweier-Mannschaftsfahren.